# Liste der Monuments historiques in Bicqueley
Die Liste der Monuments historiques in Bicqueley führt die Monuments historiques in der französischen Gemeinde Bicqueley auf.

## Liste der Immobilien
| Bezeichnung          | Beschreibung                                                  | Standort                      | Kennzeichnung | Schutzstatus | Datum | Bild |
| -------------------- | ------------------------------------------------------------- | ----------------------------- | ------------- | ------------ | ----- | ---- |
| Château de Bicqueley | Herrenhaus, 17. und 18. Jahrhundert; einschließlich des Parks | 797 rue Nicolas-Chenin (Lage) | PA54000074    | Inscrit      | 2012  |      |

## Liste der Objekte
| Bezeichnung | Beschreibung                                                                                                 | Standort                  | Kennzeichnung | Schutzstatus | Datum | Bild |
| ----------- | --- | ------------------------- | ------------- | ------------ | ----- | ---- |
| Taufbecken  | Stein, 12. Jahrhundert; ehemal in Zweitverwendung als Brunnenschale genutzt; heute im Musée lorrain in Nancy | Rue Nicolas-Chenin (Lage) | PM54000067    | Classé       | 1926  |      |